# Ojojona
Ojojona – gmina (municipio) w południowym Hondurasie, w departamencie Francisco Morazán. W 2010 roku zamieszkana była przez około 8,2 tys. mieszkańców. Siedzibą administracyjną jest miejscowość Ojojona.

## Położenie
Gmina położona jest w południowej części departamentu. Graniczy z gminami:
- Dystrykt Centralny i Lepaterique od północy,
- Sabanagrande i Reitoca od południa,
- Santa Ana i Sabanagrande od wschodu,
- Lepaterique i Reitoca od zachodu.

## Miejscowości
Według Narodowego Instytutu Statystycznego Hondurasu na terenie gminy położone były następujące miejscowości:
- Ojojona
- Aragua
- El Aguacatal
- El Circulo
- El Jícaro
- Guasucarán
- Guerisne
- Santa Cruz
- Saracarán
- Surcos de Caña